# Karakışlakçı
Karakışlakçı ist ein Ortsteil (Mahalle) im Landkreis Pozantı der türkischen Provinz Adana mit 436 Einwohnern (Stand: Ende 2024). Im Jahr 2011 zählte Karakışlakçı 481 Einwohner.